# Dom Aquino
Dom Aquino é um município  do estado de Mato Grosso, localizado no Vale do Rio São Lourenço, a 172 km de Cuiabá; na latitude sul 15º48'38", longitude oeste 54º 55' 04", altitude de 283 metros acima do nível do mar. Em 2017, sua população era estimada em 7.977 habitantes.

## História
O povoamento da localidade que deu origem ao atual município de Dom Aquino se iniciou por volta de 1920, quando garimpeiros vindos de Poxoréu abriram garimpos na região. A localidade foi nomeada "Mutum" por conta das muitas aves mutuns que habitavam o local. O nome foi primeiramente dado a um córrego e depois ao povoado.
Também faz parte da história municipal a passagem do Marechal Cândido Rondon, que edificou o primeiro telégrafo do Estado de Mato Grosso no seu Distrito de Coronel Ponce.
A localidade foi elevada a município em 22 de dezembro de 1958 (Lei Estadual nº 1.196), com a denominação de Mutum. Em 24 de setembro de 1965 (Lei Estadual nº 2.492), o nome do município passou a Dom Aquino, em homenagem a Dom Francisco de Aquino Correia, Arcebispo de Cuiabá.

## Economia
O município de Dom Aquino foi auto-denominado "Capital Estadual da Água Mineral" (Projeto de Lei n. 398/11, aprovado em 2012). Além das várias fontes de águas cristalinas, em seu território existem cânions, cavernas e cachoeiras, que possuem grande potencial turístico de aventura.
"Sem dúvida é uma homenagem à cidade que tem uma das maiores fontes de água mineral do mundo. Razão da sua importância para a exploração dessa atividade econômica, que também contribui para o avanço social da região do Vale do São Lourenço e para Mato Grosso".

Deputado José Riva, no Projeto de Lei n. 398/11
As principais atividades econômicas de Dom Aquino estão igadas ao extrativismo (principalmente palmito e água mineral), à agricultura (cana de açúcar, soja, algodão, milho, arroz, banana e coco da bahia) e à pecuária (gado leiteiro, cabras e ovelhas).
Nas décadas de 1960 e 1970, o município de Dom Aquino passoupor um período de forte crescimento comercial, com a contribuição de grandes lojas (como Riachuelo, Revolução e Casa Glória) e agentes financeiros (como Banco Itaú, Banco do Estado do MT, Banco da Amazônia e Banco do Brasil). Em Dom Aquino, também estão instalas duas indústrias envazadoras de água mineral (Puríssima e Fluente).

## Galeria

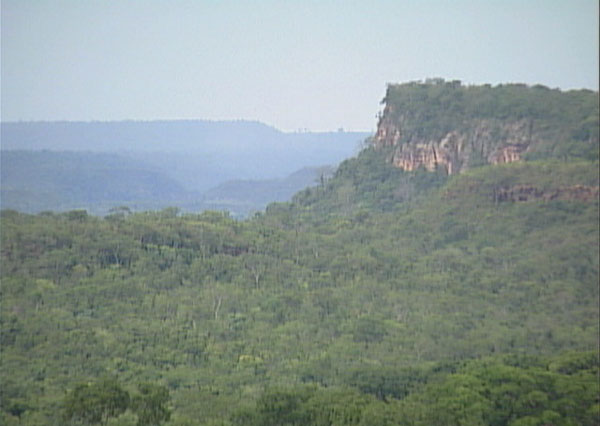
Morro do Índio, relevo típico da Zona Rural
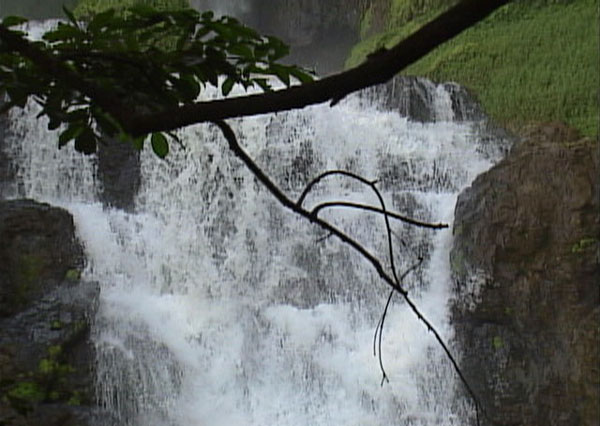
Fontes de águas termais e minerais
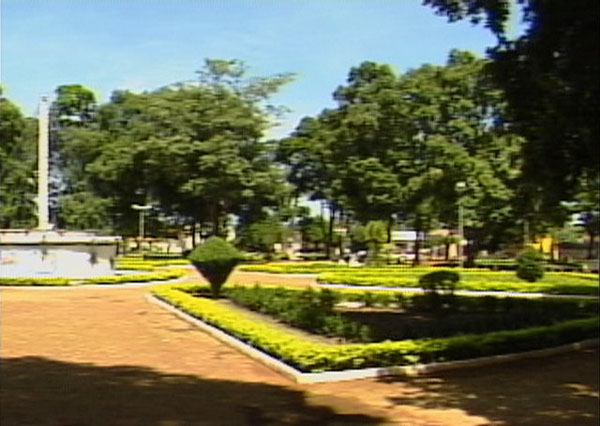
Praca Emanuel Pinheiro, Centro
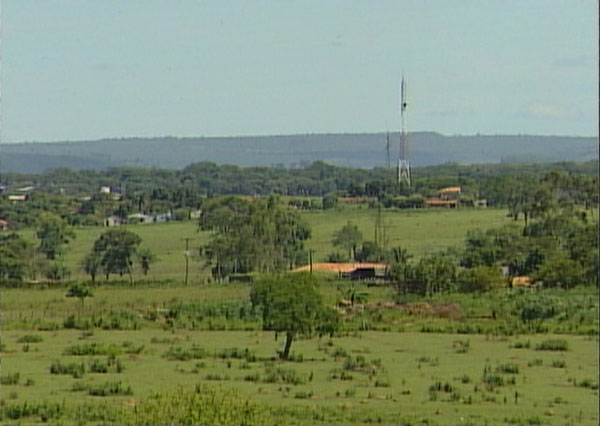
Vista da Zona Rural nas proximidades do núcleo urbano

## Últimos prefeitos eleitos
| Ano  | Prefeito         | Partido | Votos | %     | Ref    |
| ---- | ---------------- | ------- | ----- | ----- | ------ |
| 2004 | Maria Jose       | PMDB    | 2.649 | 50,15 | [ 6 ]  |
| 2008 | Eduardo Zeferino | PR      | 1.898 | 36,95 | [ 7 ]  |
| 2012 | Josair Lopes     | PSD     | 4.021 | 80,84 | [ 8 ]  |
| 2016 | Josair Lopes     | PSB     | 2.723 | 51,42 | [ 9 ]  |
| 2020 | Zão              | PL      | 3.327 | 67,69 | [ 10 ] |
| 2024 | Carlim Amarelo   | REP     | 4.059 | 76,77 | [ 11 ] |